# 15904 Halstead
15904 Halstead (1997 SD11) là một tiểu hành tinh vành đai chính được phát hiện ngày 29 tháng 9 năm 1997 bởi T. Stafford ở Zeno Observatory.